# ماهورابا
ماهورابا (به ژاپنی: まほらば) یک مجموعه مانگا ژاپنی اثر آکیرا کوجیما است که از آن یک مجموعه تلویزیونی انیمه ۲۶ قسمتی نیز ساخته شده‌است. این سری در ماهنامهٔ گانگان وینگ انتشارات اسکوئر انیکس از ژانویه ۲۰۰۰ تا ژوئیه ۲۰۰۶ به تعداد ۱۲ جلد منتشر شد.
اقتباس مجموعه تلویزیونی انیمه تحت عنوان ماهورابا~روزهای صمیمانه (به ژاپنی: まほらば〜Heartful days) به تعداد ۲۶ قسمت توسط استودیو جی.سی.استاف تهیه شده‌است، که از ژانویه تا ژوئن ۲۰۰۵ از شبکهٔ تی‌وی توکیو پخش شد.